# The Peel Sessions (álbum de Joy Division)
The Peel Sessions es una colección de dos grabaciones Peel Sessions grabadas por la banda británica Joy Division en 1979 para el programa de radio de John Peel de la BBC Radio 1. Inicialmente se publicaron como dos EP del mismo título, "The Peel Sessions" (1986) y "The Peel Sessions" (1987).

## Lista de canciones
- Todas las canciones compuestas por Joy Division.

LP (SFRLP 111) y CD (SFRCD 111)
1. "Exercise One" – 2:30
2. "Insight" – 3:55
3. "She's Lost Control" – 4:10
4. "Transmission" – 3:55
5. "Love Will Tear Us Apart" – 3:20
6. "Twenty Four Hours" – 4:05
7. "Colony" – 4:00
8. "Sound of Music" – 4:20